# Heterospingus rubrifrons
Heterospingus rubrifrons е вид птица от семейство Тангарови (Thraupidae).

## Разпространение
Видът е разпространен в Коста Рика и Панама.